# Carbonatació

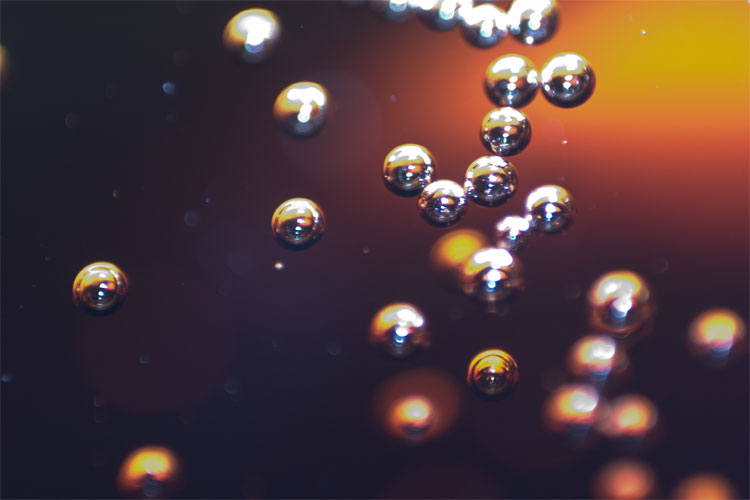
Bombolles de diòxid de carboni flotant a la superfície d'una beguda carbònica.

La carbonatació és una reacció química en la qual l'hidròxid de calci reacciona amb el diòxid de carboni i forma carbonat de calci insoluble:
{\displaystyle Ca(OH)_{2}} + {\displaystyle CO_{2}} {\displaystyle \rightarrow } {\displaystyle CaCO_{3}} + {\displaystyle H_{2}O}

La carbonatació, en la vida quotidiana, es referix a la dissolució de diòxid de carboni en una solució aquosa. El procés normalment implica altes pressions de diòxid de carboni. Quan aquesta pressió s'abaixa el diòxid de carboni s'allibera de la solució com bombolles.
La carbonatació també descriu la reacció química una d'elles és un pas clau en la fotosíntesi. En general la carbonatació és la incorporació de diòxid de carboni en compostos químics. La vida basada en el carboni s'origina per una reacció de carbonatació catalitzada molt sovint per l'enzim RuBisCO.

## Mesura
En les begudes carbòniques incloent begudes no alcohòliques amb gas i la cervesa està afectada pel CO₂ dissolt (el gas que causa la carbonatació) i la quantitat d'àcid carbònic en la beguda. El diòxid de carboni (CO₂) té una longitud d'ona d'absorció infraroig de 4,27 micròmetres i pot ser mesurada fent servir un sensor de carbonatació infraroig. Tradicionalment es feia utilitzant la Llei de Henry. Les mesures infraroges no estan afectades pels canvis de densitat o del contingut d'alcohol. La quantitat de carbonatació en una beguda es mesura pel pes per unitat de volum (grams/litre). En el formigó la carbonatació és un procés lent que ocorre quan la calç apagada (hidròxid de calci) del ciment reacciona amb el diòxid de carboni de l'aire formant carbonat de calci. Aquesta reacció es fa en un medi aquós.

## Refinació del sucre
El procés de carbonatació en la remolatxa sucrera es fa afegint hidròxid de calç en suspensió i gas enriquit amb diòxid de carboni al suc de remolatxa cru per formar carbonat de calci i eliminar impureses.